# ستيف كاري
ستيف كاري (بالإنجليزية: Steve Curry) هو لاعب كرة قاعدة أمريكي، ولد في 13 سبتمبر 1965 في وينتر بارك، فلوريدا في الولايات المتحدة.

## وصلات خارجية
- ستيف كاري على موقعبيزبول رفرنس.كوم (الدوري الرئيسي) (الإنجليزية)
- ستيف كاري على موقعبيزبول رفرنس.كوم (الدوري الثانوي) (الإنجليزية)
- ستيف كاري على موقع مشجعي الرسوم البيانية (الإنجليزية)